# Maximilian Merkel
Maximilian "Max" Merkel (ur. 7 grudnia 1918, zm. 28 listopada 2006) – austriacki piłkarz i trener, piłkarz Rapidu Wiedeń.
W 1933 roku piętnastoletni Max zapisał się do Rapidu Wiedeń, gdzie został ustawiony jako obrońca, choć chciał grać jako napastnik. Pozostał na tej pozycji do końca kariery. Grał także w klubach - Wiener Sportclub, Luftwaffen-SV Markersdorf. Po przyłączeniu Austrii do Niemiec rozegrał jeden mecz dla tej drugiej reprezentacji.